# Maimu Berg
Maimu Berg, pseudonim „Leen Kaiste” (ur. 27 sierpnia 1945 w Tallinnie) – estońska krytyczka literacka, redaktorka, pisarka, felietonistka i tłumaczka.  

## Życiorys
Maimu Berg urodziła się 27 sierpnia 1945 w Tallinie, w rodzinie intelektualnej. Tam też w 1963 ukończyła szkołę średnią. W 1968 ukończyła studia filologiczne na Uniwersytecie w Tartu i kolejno w 1986 studia dziennikarskie. W latach 1969–1974 pracowała w bibliotece uniwersyteckiej w Tartu, w latach 1974–1990 była redaktorką magazynu „Siluett”, a w latach 1990–1991 redagowała czasopismo „Keel ja Kirjandus”. W 1991 była sekretarką Soome Instituut, a w latach 1999-2000 redaktorką naczelną magazynu „Elukiri”. W latach 90. pracowała także jako dziennikarka telewizyjna i pisała kolumny dla dzienników niemieckich i fińskich. Przez pewien czas mieszkała w Niemieckiej Republice Demokratycznej. Była członkinią i założycielką tallińskiej grupy literackiej Wellesto w 1988. Od 1990 jest członkinią Estońskiego Związku Pisarzy. Była też aktywna w polityce. W latach 2002–2006 należało do Eestimaa Rahvaliit, dopóki nie przeszła do Partii Socjaldemokratycznej w 2006.

## Twórczość
Maimu Berg zadebiutowała opowiadaniem w czasopiśmie „Noorus” w 1969, wydanym pod pseudonimem „Leen Kaiste”. Pierwszą książkę, powieść historyczną Kirjutajad. Seisab üksi mäe peal, wydała w 1987, w wieku 42 lat. W 1991 opublikowała tom opowiadań On läinud: lugusid ja kunstmuinasjutte. Najważniejszymi dziełami Berg są powieści, w których przekracza granicę kulturową: Ma armastasin venelast (1994) i Ära (1999). Pisarka porusza w nich ówczesny temat tabu – złożone relacje osobiste w wieloetnicznym społeczeństwie. Akcja pierwszej powieści rozgrywa się w ostatnich latach Związku Radzieckiego, w drugiej opisuje życie w sowieckiej Estonii w latach 60. oraz próby Estończyków w znalezieniu drogi na Zachód. Proza Berg jest prosta i emocjonalna, skoncentrowana na problemach miłości i ludzkiej świadomości. Realizm i szczegółowość tekstów pisarki powodują, iż jest ona postrzegana jako jedna z autorów estońskich najlepiej kreujących rzeczywistość. 
Maimu Berg jest autorką wielu artykułów, felietonów i recenzji książek, a także tłumaczką, głównie z języka fińskiego. Została uhonorowana nagrodą za tłumaczenie Aleksandra Kurtny w 2008 za twórcze tłumaczenia dramatu fińskiego. Jest honorową członkinią Związku Pisarzy Fińskich. Jej zainteresowanie teatrem zaowocowało powstaniem sztuk, które doczekały się swoich premier teatralnych i zostały przetłumaczone na kilka języków. 

## Wybrane dzieła

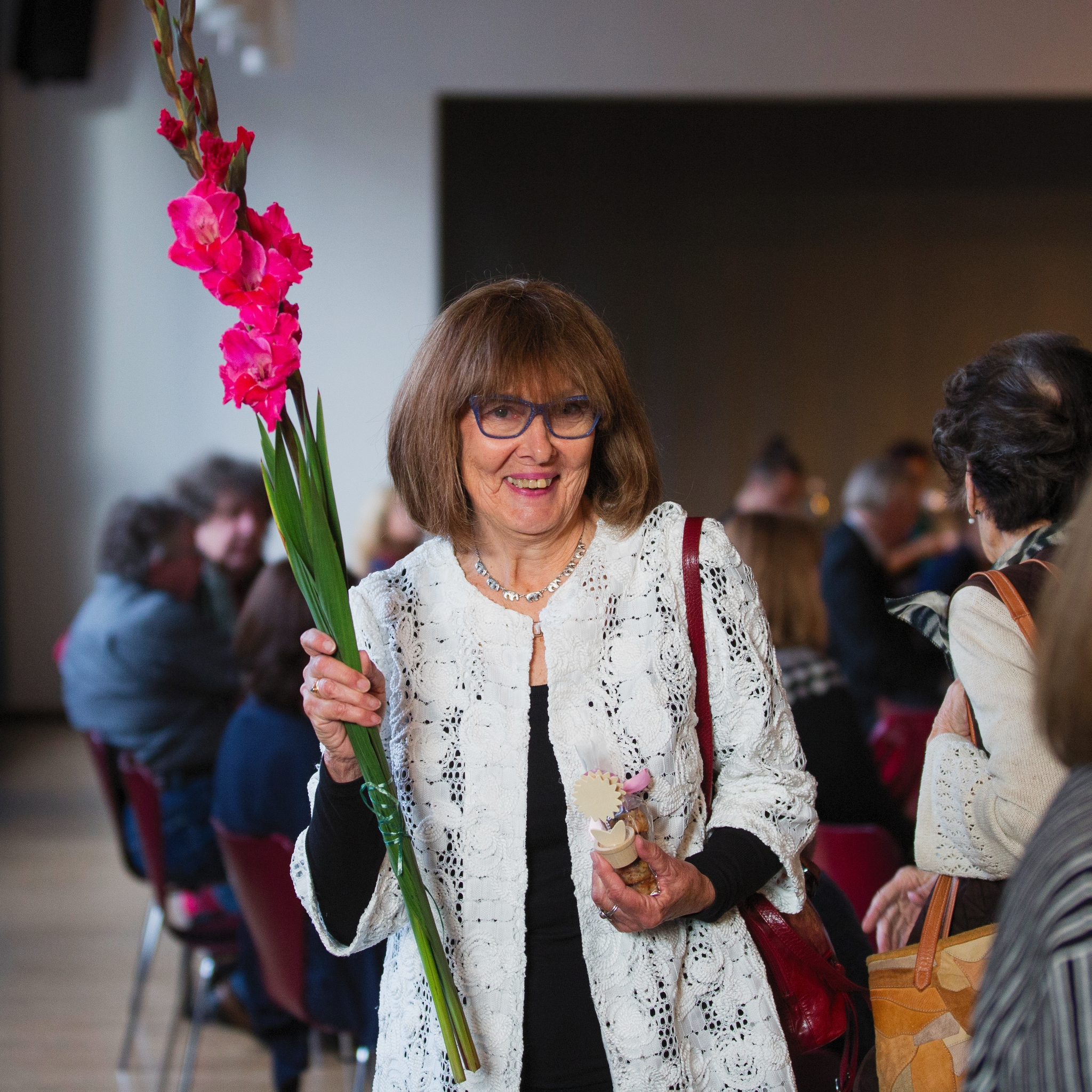
Maimu Berg (2020)

- Kirjutajad. Seisab üksi mäe peal, 1987
- On läinud: lugusid ja kunstmuinasjutte, 1991
- Ma armastasin venelast, 1994
- Mina, moeajakirjanik, 1996
- Seisab üksi mäe peal, 1998
- Ära, 1999
- Tants lahkunud isaga: vaateid Eesti ellu, 2003
- Rokokoo daam. Minu elu temaga. Vanad lood, 2005
- Unustatud inimesed, 2007
- Vene rulett. Euroopasse, Euroopasse, 2008
- Armastuse valem, 2008
- Moemaja, 2012
- Hitler Mustjalas, 2016
- Salong, 2017
- Vanaisa, 2018
- Meeta ja õigus, 2018
- Meie hingede võlad, 2018

### Tłumaczenia
- Keskaja naine, Päivi Setälä, 1999
- Antiikaja naine, Päivi Setälä, 2001
- President Konstantin Päts, Martti Turtola, 2003
- Renessansiaja naine, Päivi Setälä, 2005
- Kindral Johan Laidoner ja Eesti Vabariigi hukk 1939–1940, Martti Turtola, 2008
- Mina, Katariina, Laila Hirvisaari, 2013
- Meie, Keisrinna, Laila Hirvisaari, 2013